# Monte Clara
El monte Clara (en inglés: Mount Clara) es un pico rocoso que se eleva a 790 m s. n. m. al este del monte Normann y al sur de la bahía Larsen en Georgia del Sur, en el océano Atlántico Sur, cuya soberanía está en disputa entre el Reino Unido el cual las administra como «Territorio Británico de Ultramar de las islas Georgias del Sur y Sandwich del Sur», y la República Argentina que las integra al Departamento Islas del Atlántico Sur, dentro de la Provincia de Tierra del Fuego, Antártida e Islas del Atlántico Sur. Fue trazada y nombrada por el personal de Investigaciones Discovery en 1927